# Razdolnoje (obwód wołgogradzki)
Razdolnoje (ros. Раздольное) – wieś w Rosji, w obwodzie wołgogradzkim, w rejonie nikołajewskim. W 2010 liczyła 1451 mieszkańców.